# Campagna di Nadir nel Daghestan
La campagna di Nadir nel Daghestan si riferisce ad una serie di campagne militare condotte dall'Impero persiano sotto il governo di Nadir Shah tra il 1741 ed il 1743 con l'intento di soggiogare la regione del Daghestan, nell'area del Caucaso settentrionale. Il conflitto tra l'Impero persiano ed il popolo Lezgini ed una miriade di altre tribù caucasiche nel settentrione dell'area si era aperto già dagli anni '30 del medesimo secolo quando Nadir aveva condotto la prima breve spedizione all'inizio del suo regno con schermaglie minori e raid. L'incredibile difficoltà del terreno del Caucaso settentrionale fece sì che i Lezgini riuscirono a resistere a lungo. Malgrado questo Nadir Shah riuscì a conquistare diverse fortezze ed avamposti dal popolo del Daghestan e li spinse quasi verso la sconfitta, ma i Lezgini riuscirono mantenere la parte a nord della regione.
Il conflitto venne combattuto nel corso di diversi anni con pesanti combattimenti, spesso con Nadir personalmente presente sul campo di battaglia. La maggioranza delle perdite persiane furono dovute alle malattie scoppiate assieme alla costanza nella resistenza dei Lezgini che misero a dura prova le forze di Nadir. Quando inoltre questi seppero dell'assassinio di Nadir marciarono dalle loro fortezze a nord verso sud per reclamare i territori annessi dall'Impero persiano.
Nel 1741, Nadir subì un tentativo di assassinio presso Darband. Il presunto assassino disse di essere stato reclutato da Reza Qoli, lo scià per tutta risposta fece accecare il suo stesso figlio per vendetta, atto per cui in seguito provò grande rimorso. Marvi riportava come Nadir già dall'epoca stesse manifestando i primi segni di una certa instabilità mentale che lo accompagnerà nei suoi ultimi anni di regno. Lo scià venne quindi costretto ad alzare le tasse per mancanza di fondi per la guerra e questo diede adito allo scoppio di nuove ribellioni su tutto il territorio dell'Impero.

## Preludio
Dopo il successo della campagna di Nadir nel 1735 contro gli ottomani, egli nominò nuovi governatori per le città ed i regni conquistati prima di rivolgersi contro i Lezgini nel Daghestan settentrionale. I Tartari che avevano marciato in Crimea, ricevendo la notizia della sconfitta di Koprulu Pasha nella Battaglia di Yeghevārd, tornarono a nord verso la costa del Mar Nero. I Lezgini ad ogni modo erano determinati alla battaglia, in particolare con l'avvento della neve invernale che restringeva di molto i passi montuosi a nord del Daghestan. Il capo dei Lezgini subì una pesante sconfitta nel giugno del 1736 e fu costretto a venire alla pace con Nadir.
Nel 1739, durante l'Invasione di Nadir Shah nell'Impero Mughal, suo fratello, Ebrahim Khan Afshar, lanciò una campagna per sottomettere i Lezgini nel Daghestan. Gli eventi inizialmente sembrarono propendere a favore dei persiani coi Lezgini che vennero sconfitti in diversi scontri. Ad ogni modo Ebrahim Khan ed un piccolo gruppo di fedelissimi rimasero uccisi nel corso di uno scontro con i Lezgini ed il suo corpo venne dissacrato.

## La campagna del 1741
Nadir reclutò per l'occasione 100 000-150 000 soldati da ogni parte dell'Iran, ma anche guerrieri afghani, tartari e uzbeki. Molte tribù del Daghestan vennero a sud verso il campo di Nadir per sottomettersi e pagargli il tributo dovuto, mentre altre si prepararono alla resistenza armata. Il nobile georgiano Givi Amilakhvari, che era stato nominato governatore (wakil) di Cartelia dallo scià ed era stato riconfermato col titolo di principe di Saamilakhoro e duca (eristavi) di Ksani in quello stesso anno 1741, prese parte alla campagna militare. Nadir inviò dapprima 10 000 tofangchi a cavallo guidati da Mir Alam Khan Khazime, Esmail Beig Minbâshi e Zaman Beig Minbâshi Mashhadi a sottomettere i Lezigini. Ad ogni modo, questa squadra fallì il proprio compito scontrandosi contro 30 000 guerrieri locali, molti dei quali erano abili moschettieri. Nadir ordinò dunque a Rahim Khan Uzbek ed alle sue truppe composte da 21 000 tofangchi di differenti tribù di rinforzare le truppe persiane. Quest'armata devastò l'esercito lezgino uccidendo 5000 uomini. Il resto dei lezgini cercarono rifugio nelle montagne della regione.
Nadir raggiunse l'ultima fortezza del lezgini a nord del Daghestan e gli mosse assedio. Per l'arrivo dell'inverno e lo scoppio di una malattia oltre che per la difficile situazione logistica, Nadir decise alla fine di ritirarsi dallo scontro. Questa decisione venne presa probabilmente a causa anche del deterioramento della salute di Nadir che mal sopportava il clima locale. Le colonne di Nadir vennero costantemente minacciate nella loro via verso sud e Nadir non poté fare nulla per opporsi ai lezgini. L'esercito persiano subì molte perdite e molte tribù che inizialmente si erano sottomesse volontariamente ai persiani si ribellarono nuovamente alla loro sovranità. Fu durante questa campagna che venne compiuto un tentativo di assassinio ai danni di Nadir Shah che però non riuscì nell'intento. Sospettando del figlio primogenito, Mirza Rezâ gholi, Nadir gli fece cavare gli occhi.

## L'ultima campagna di Nadir
Dopo la rottura dei negoziati con Istanbul, Nadir dichiarò guerra agli ottomani e invase la Mesopotamia ancora una volta. Ad ogni modo, a causa della lunghezza dell'assedio di Mossul e delle numerose ribellioni sorte all'interno della Persia la campagna non riuscì nell'intento e Nadir si ritirò dopo nuovi negoziati. Successivamente lanciò un'altra campagna nel Daghestan. Le tribù si rifiutarono di venire sottomesse e Nadir riuscì a concludere ben pochi progressi. Molti abitanti persero la vita nel corso di questa spedizione sanguinosa.